# Філіппо Календаріо
Філіппо Календаріо (італ. Calendario) (перші роки XIV століття —1355) — венеційський архітектор і скульптор, ймовірний будівельник Палацу дожів у Венеції.
Народився Календаріо близько 1315 року в Мурано і почав свою кар'єру корабелом. Але згідно з документами, десь в середині свого життя, він був призначений головним архітектором (італ. Capomaestro) Палацу Дожів — резиденції уряду Венеції. Ця споруда почала свою історію з X століття, багато разів руйнувалася, відновлювалася та реконструювалася. Близько 1340 року почалася нова реконструкція Палацу, яка тривала приблизно до 1420 року. У цей період Календаріо реконструював фасад будівлі. У дійсності ж ним були виконані лише фасад цього палацу, що виходить на набережну Невільників, і шість перших арок — на площу. Архітектурний стиль Палацу Дожів унікальний. Він поєднує в собі північну і венеційську готики. Оскільки високі арки, шпилі й вежі викликають просідання ґрунту, то венеційці побудували низьку та приосадкувату споруду з включенням багатьох типових і часто перебільшених готичних рис. 
У 1355 році Філіппо Календаріо виявився замішаний у змові дожа Марино Фальєро, який хотів стати одноосібним правителем Венеції. За злою іронією він був повішений на одній з колон Палацу, який приніс йому славу.